# Азильяно-Венето
Азильяно-Венето (итал. Asigliano Veneto) — коммуна в Италии, располагается в провинции Виченца области Венеция.
Население составляет 937 человек (2008 г.), плотность населения составляет 117 чел./км². Занимает площадь 8 км². Почтовый индекс — 36020. Телефонный код — 0444.
Покровителем коммуны почитается святитель Мартин Турский, празднование в первое воскресение после 1 ноября.

## Демография
Динамика населения:

## Администрация коммуны
- Официальный сайт: http://www.comune.asiglianoveneto.vi.it/